# David Guiraud (journaliste)
Pour les articles homonymes, voir David Guiraud et Guiraud.
David Guiraud né le 27 avril 1955 à Neuilly-sur-Seine, est un dirigeant de groupe de presse français.

## Biographie
David Guiraud naît en 1955, fils aîné de François Guiraud (1921-2025) et Sylvie Prades. Son père est ancien PDG de Fichet-Bauche, entreprise qui commercialise des coffres-forts, trésorier de la Fédération protestante de France et administrateur de l'hebdomadaire protestant Réforme. 
David Guiraud est diplômé de l'École supérieure de commerce et d'administration des entreprises de Rouen et du Conservatoire libre du cinéma français. Il est responsable de la promotion et de la diffusion du magazine Partir. Il rejoint en 1984 L'Express comme chef de publicité, puis comme éditeur de l'L'Express Économie (1986) et du mensuel Lire (1989). Il rejoint le Groupe Les Échos en 1994 et en est directeur général de 1999 à 2008. Il est vice-président de l'Agence France-Presse de 2005 à 2011. Après la vente des Échos en 2007, il rejoint le Groupe Le Monde, comme vice-président-directeur général. Il est nommé président du conseil de surveillance du groupe Ouest-France (2014) et administrateur de l'hebdomadaire protestant Réforme (1994) puis président (2019). Il participe à la réflexion sur les médias protestants en 2011 qui aboutit notamment à la création du portail numérique Regards protestants. Il est administrateur de la Fondation John Bost (2014), de l'association des protestants de Beyrouth et de l'Institut pratique de journalisme.